# Campo dell'Oro (Ajaccio)
Campo dell'Oro (Ajaccio) este o arie protejată (sit de importanță comunitară — SCI) din Franța întinsă pe o suprafață de 39 ha, integral pe uscat.

## Localizare
Centrul sitului Campo dell'Oro (Ajaccio) este situat la coordonatele 41°54′54″N 8°47′32″E / 41.915°N 8.79222°E.

## Înființare
Situl Campo dell'Oro (Ajaccio) a fost declarat arie specială de conservare în baza directivei 92/43 din 1992 referitoare la conservarea habitatelor naturale și a faunei și florei sălbatice pentru a proteja 1 specie de plante și 2 specii de animale.

## Biodiversitate
Situată în ecoregiunea mediteraneană, aria protejată conține 10 habitate naturale: Vegetație anuală la limita mareei, Dune de pe litoral fixate cu Crucianellion maritimae, Dune mobile cu vegetație embrionară, Iazuri temporare mediteraneene, Pajiști umede mediteraneene cu ierburi înalte de Molinio-Holoschoenion, Galerii de Salix alba și de Populus alba, Dune cu tufărișuri sclerofile Cisto-Lavenduletalia, Tufărișuri halo-nitrofile (Pegano-Salsoletea), Dune cu vegetație ierboasă Malcolmietalia, Păduri de Quercus suber.
La baza desemnării sitului se află mai multe specii protejate:
- plante (1): Linaria flava
- amfibieni (1): Discoglossus sardus
- reptile (1): țestoasa de baltă (Emys orbicularis)

Pe lângă speciile protejate, pe teritoriul sitului au mai fost identificate 2 specii de plante, 1 specie de păsări, 2 specii de amfibieni, 1 specie de nevertebrate.